# Carlos Castro García
Carlos Castro García, né le 1er juin 1995 à Mieres, Espagne, est un footballeur espagnol qui évolue au CD Lugo au poste d'attaquant.

## Biographie
Le 10 septembre 2014, il fait ses débuts en faveur du Sporting de Gijón. Le 9 novembre 2014, il inscrit un doublé en Liga Adelante face au club du Real Saragosse. Puis le 22 février 2015, il inscrit à nouveau un doublé, face au CD Mirandés.